# لوویسا
لوویسا (به فنلاندی: Loviisa) یک شهرک در فنلاند است که در اوسیما واقع شده‌است. این شهرک در سال ۲۰۱۷ میلادی ۱۵٬۱۴۰ نفر جمعیت داشته‌است.

## خواهرخوانده
شهرهای هاپسالو، هیلرود، هورتن، کلسکرونا، Ólafsfjörður، پاکش و قهرمان‌مرعش خواهرخوانده‌های لوویسا هستند.

## نگارخانه

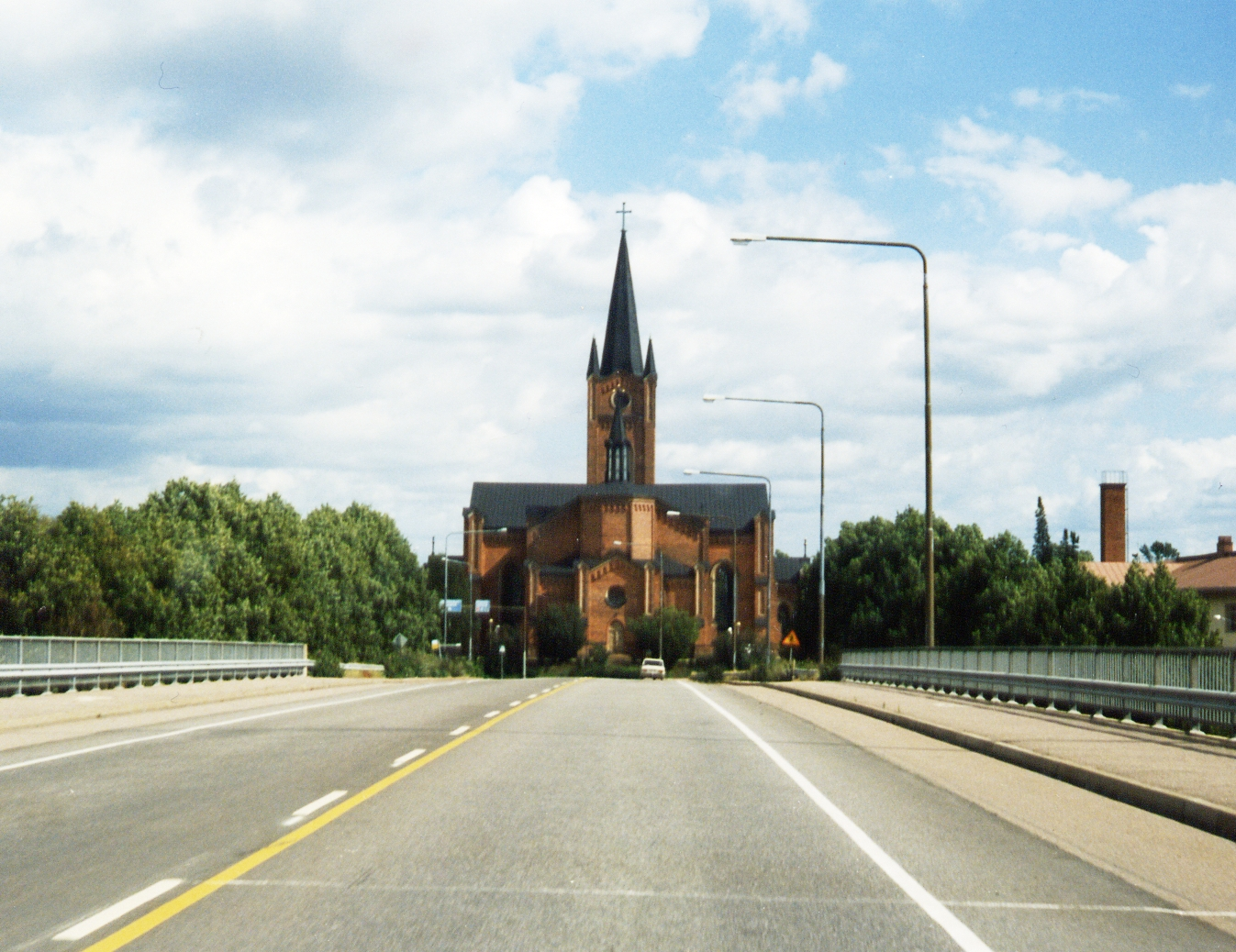
The Church of Loviisa
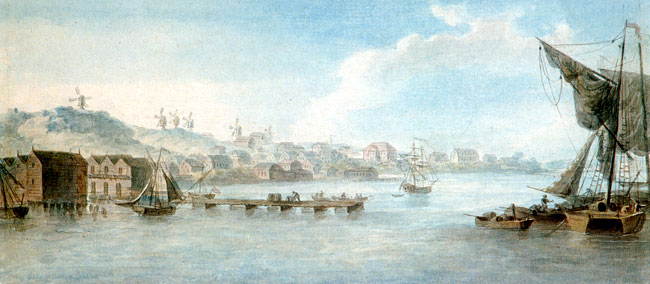
The harbor of Loviisa in 1808 by Gavril Sergeyev
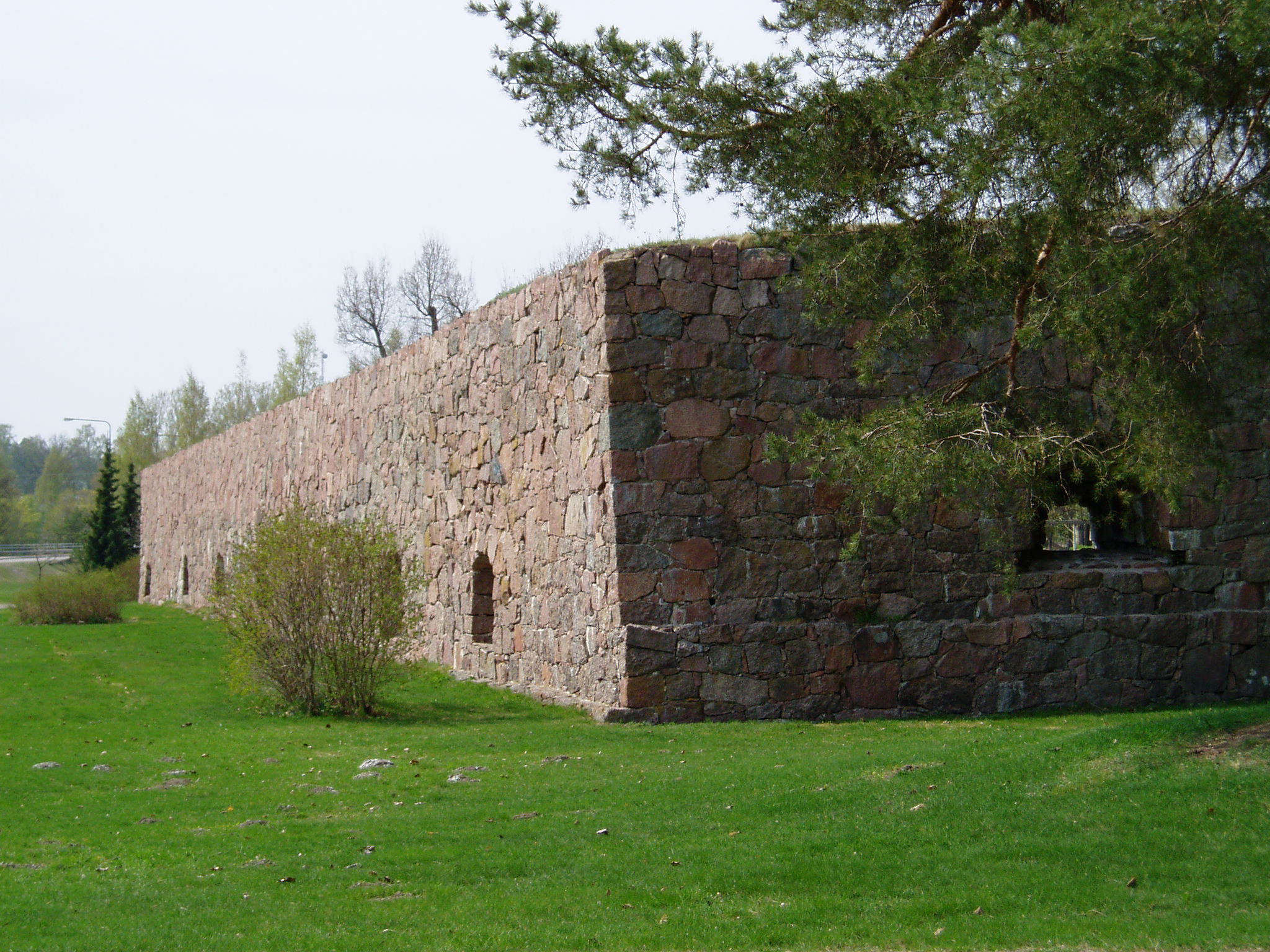
Loviisa Fortress